# Chiesa di San Francesco (Civitanova Marche)
La Chiesa di San Francesco, già nota come Chiesa di Santa Maria Maddalena è un'ex chiesa cattolica romana, ora auditorium e sala mostre situata ai margini di piazza della Libertà, nella città alta di Civitanova Marche (Civitanova Alta), in provincia di Macerata, Marche, in Italia Centrale.

## Storia
La chiesa fu eretta per la prima volta nel XIII secolo e ricostruita nell'attuale struttura a metà del XVIII secolo. La cupola ha una forma ovale e l'interno ha una ricchezza barocca che ricorda il Borromini. L'esterno è in laterizio grezzo, ma il portale romanico è in pietra bianca decorato con fregi a foglia. L'arco principale all'interno risale al 1769. L'organo è attribuito a Pietro Nacchini. La stuccatura fu completata da Giacchino Varlè, che si occupò anche della vicina Sant'Agostino.
Le cappelle di importanti famiglie, come i Centofiorini, Natinguerra e Frisciotti, sono antecedenti alla ricostruzione settecentesca e sono state inglobate nella nuova struttura. Il campanile esterno risale alla seconda metà del XV secolo, ed è attribuito a Marino di Marco Cedrino.
Dopo la soppressione dell'ordine francescano nell'Ottocento, la chiesa fu abbandonata e l'adiacente convento fu adibito a caserma della polizia e carcere. Da questa chiesa proviene la pala con la Madonna col Bambino e i SS. Francesco d’Assisi, Nicola di Bari e il committente Pietro Marinazzo, firmata da Francesco Zaganelli nel 1505 ed oggi nella Pinacoteca di Brera a Milano.